# Walter HWK 109-500
Il Walter HWK 109-500 era un motore a razzo ausiliario a propellente liquido costruito durante la seconda guerra mondiale dall'azienda tedesca Hellmuth Walter Kommanditgesellschaft (HWK) di Hellmuth Walter. 

## Storia del progetto
Parallelamente allo sviluppo di motori per sottomarini alimentati a perossido di idrogeno ad alte concentrazioni, la Walter promosse, in collaborazione con il Deutsche Versuchsanstalt für Luftfahrt (DVL) la progettazione di una unità per la spinta ausiliaria al decollo. Agli inizi del 1937 fu provato su un aereo da addestramento Heinkel He 72 un motore a razzo ausiliario in grado di erogare 100 kg di spinta per 45 secondi. Aprendo un rubinetto, il perossido di idrogeno sotto pressione era fatto fluire in una camera di combustione dove un catalizzatore solido provocava la sua violenta dissociazione in ossigeno ed acqua ad alta temperatura (500 gradi).
Nell'estate dello stesso anno fu provata una unità migliorata su un Focke-Wulf Fw 56. Al posto del catalizzatore solido fu impiegata una più efficiente soluzione acquosa di permanganati (Z-Stoff). Questo motore aveva anche la possibilità di cambiare (prima del volo) la camera di combustione, permettendo di scegliere una spinta variabile tra i 100 e i 300 kg. Nei novanta voli di prova fu operato al decollo ed in volo, fornendo molti dati sull'influenza del razzo sulle prestazioni del velivolo nelle varie fasi del volo. La Luftwaffe si mostrò interessata a questo nuovo motore e la Walter studiò una unità autocontenuta eiettabile dopo l'utilizzo che poteva essere recuperata mediante paracadute per essere successivamente rifornita e riutilizzata, denominata RI-201. Fu provata contemporaneamente all'unità installata sul Fw 56 sia su un Dornier Do 18 che su un Heinkel He 111, confermando le medesime prestazioni. Quel modello fu in seguito ridenominato 109-500 secondo la nomenclatura dell'RLM. Entrò in servizio nel 1942 e ne furono costruiti circa 150-200 esemplari. Fu impiegato fu diversi velivoli (tra cui l'Arado Ar 234, il Dornier Do 18, Heinkel He 111 e il Messerschmitt Me 321) come sistema ausiliario in grado di fornire, al decollo, una spinta supplementare.

## Tecnica

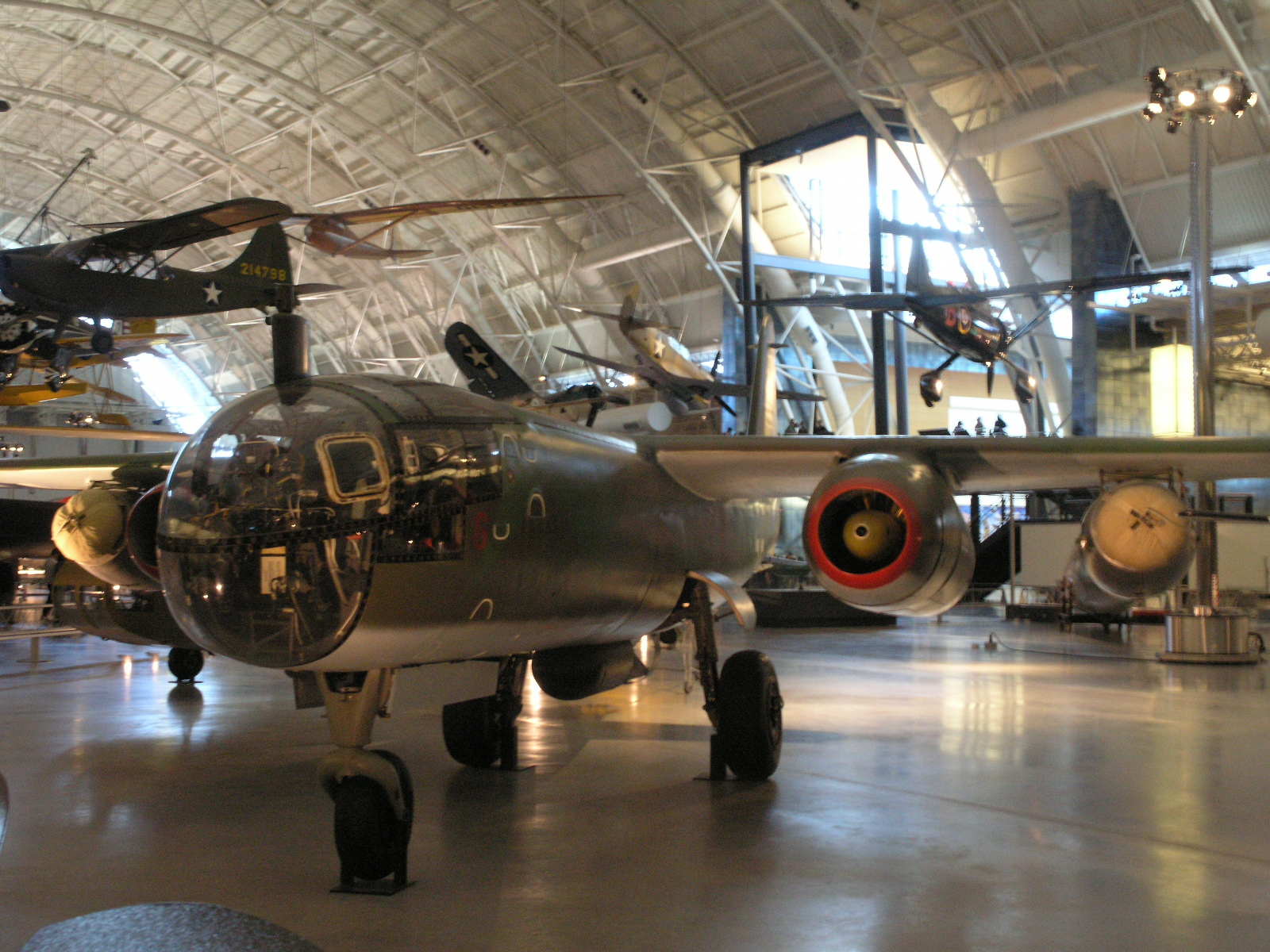
L'Ar 243 dotato di razzi ausiliari RATO esposto al National Air and Space Museum.

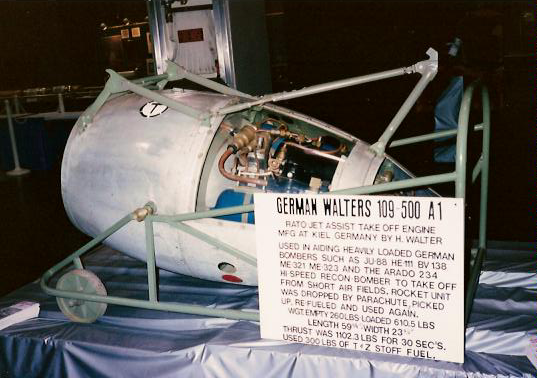
Un Walter 109-500

Il 109-500 è una unità autocontenuta in una gondola in grado di generare una spinta di 500 kg per trenta secondi. Una volta esaurito il propellente, l'unità era espulsa e recuperata al suolo mediante un paracadute montato anteriormente alla gondola.
Il propellente (T-Stoff) era immagazzinato in un grande serbatoio sferico che costituiva il modulo anteriore dello Starthilfe. Il catalizzatore (Z-Stoff) necessario per la reazione di dissociazione era contenuto in un piccolo serbatoio posizionato sopra la camera di combustione. Una serie di 5 serbatoi di aria compressa (a 120 atmosfere) provvedeva alla pressurizzazione dei serbatoi del propellente e del catalizzatore (a 40 atmosfere). Una valvola a solenoide (comandata dal pilota mediante un interruttore nell'abitacolo) apriva le linee di pressurizzazione dei serbatoi iniziando la sequenza di alimentazione della camera di combustione (a 18 atmosfere). 
Lo Z-stoff era immesso in camera di combustione (in ragione di una parte ogni 16 di T-Stoff) in una piccola coppa dove era diretto il flusso del T-Stoff in modo da permettere una miscelazione fine dei reagenti che veniva ulteriormente promossa da una paratia a doppia elica in acciaio inossidabile a valle della coppa. La reazione di dissociazione produceva una miscela di vapore d'acqua (62%) e ossigeno (38%) ad una temperatura di 550 °C che veniva poi espulsa nell'ugello convergente-divergente ad una velocità di circa 975 m/s.

## Utilizzatori
- Arado Ar 234
- Blohm & Voss BV 138
- Dornier Do 18
- Heinkel He 111
- Messerschmitt Me 321 e Me 323